# Световно отборно първенство по шахмат
Световното отборно първенство по шахмат е международно състезание по шахмат за мъже и жени.
Провежда се от 1985 г. за мъже, отворено и за женски отбори, на всеки 4 години до 2005 г. От 2007 г. се организира отделно първенство за жени през година. Мъжкият турнир за 2009 г. е отложен за януари 2010 г. поради организационни трудности. От 2011 г. първенствата за мъже и жени се организират на две години всяка нечетна година. Поради пандемията от коронавирус мъжкият турнир за 2021 г. е отложен за декември 2022 г. 
Първите 4 състезания се провеждат в швейцарския град Люцерн, а от 2001 г. се избира град-домакин.
В първенството участват 10 отбора (2001 и 2005 г. - девет). Покана за участие получават отборът на държавата-домакин, първите 3 отбора от последната шахматна олимпиада, 4-те континентални шампиона (Европа, Азия, Африка и общо Северна и Южна Америка), отборът-победител от женската олимпиада и отбор-гост.
Турнирът се провежда по кръгова система. През първото първенство мачовете се играят на 6 дъски, а в следващите - на 4 дъски. От 2009 г. отборите се класират според точките за спечелен и равен мач, а в случай на равенство – по общия брой точки, отбелязани по време на игрите. Във връзка с Ковид 19 първенствата от 2021 до 2023 г. се провеждат на ускорен шах по швейцарска система.

## Световни отборни първенства
Мъже
- Първенството е отворено и за женски отбори.

| №  | Година             | Домакин        | Шампион | Втори      | Трети   | Класиране на останалите участници                                          |
| 1  | 1985               | Люцерн         | СССР    | Унгария    | Англия  | Франция, Румъния, Швейцария, Китай, Аржентина, ФРГ, Африка                 |
| 2  | 1989               | Люцерн         | СССР    | Югославия  | Англия  | Унгария, САЩ, Швейцария, Куба, Китай, Холандия, Африка                     |
| 3  | 1993               | Люцерн         | САЩ     | Украйна    | Русия   | Армения, Исландия, Латвия, Китай, Узбекистан, Швейцария и Куба             |
| 4  | 1997               | Люцерн         | Русия   | САЩ        | Армения | Англия, Украйна, Хърватия, Швейцария, Казахстан, Куба и Грузия (жени)      |
| 5  | 2001               | Ереван         | Украйна | Русия      | Армения | Германия, Унгария, Узбекистан, Куба, Македония и Иран                      |
| 6  | 2005               | Беер Шева      | Русия   | Китай      | Армения | Украйна, САЩ, Израел, Грузия, Куба, Китай (жени)                           |
| 7  | 2010               | Бурса          | Русия   | САЩ        | Индия   | Азербайджан, Армения, Гърция, Израел, Бразилия, Египет, Турция             |
| 8  | 2011               | Нинбо          | Армения | Китай      | Украйна | Русия, Унгария, САЩ, Азербайджан, Индия, Израел, Египет                    |
| 9  | 2013               | Анталия        | Русия   | Китай      | Украйна | САЩ, Армения, Нидерландия, Германия, Азербайджан, Турция, Египет           |
| 10 | 2015               | Цахкадзор      | Китай   | Армения    | Украйна | Азербайджан, Русия, САЩ, Унгария, Израел, Куба, Индия, Египет              |
| 11 | 2017               | Ханти-Мансийск | Китай   | Русия      | Полша   | Индия, Турция, Украйна, Белорус, САЩ, Норвегия, Египет                     |
| 12 | 2019               | Бурса          | Русия   | Англия     | Китай   | Индия, САЩ, Иран, Азербайджан, Казахстан, Швеция, Египет                   |
| 13 | 2022 (ускорен шах) | Йерусалим      | Китай   | Узбекистан | Испания | Индия, Франция, Азербайджан, Полша, Украйна, Израел, Нидерландия, САЩ, ЮАР |

Жени
| № | Година             | Домакин        | Шампион | Втори     | Трети   | Класиране на останалите участници                            |
| 1 | 2007               | Екатеринбург   | Китай   | Русия     | Украйна | Грузия, Полша, Германия, Виетнам, Армения, Чехия, Ботствана  |
| 2 | 2009               | Нинбо          | Китай   | Русия     | Украйна | Грузия, Армения, Полша, Индия, САЩ, Китай (Б отбор), Виетнам |
| 3 | 2011               | Мардин         | Китай   | Русия     | Грузия  | Индия, Украйна, Армения, Виетнам, Гърция, Турция, ЮАР        |
| 4 | 2013               | Астана         | Украйна | Китай     | Русия   | Грузия, Индия, САЩ, Казахстан, Румъния, Франция, Турция      |
| 5 | 2015               | Ченду          | Грузия  | Русия     | Китай   | Индия, Украйна, Казахстан, Армения, Полша, САЩ, Египет       |
| 6 | 2017               | Ханти-Мансийск | Русия   | Китай     | Грузия  | Индия, Украйна, Полша, САЩ, Виетнам, Азeрбайджан, Египет     |
| 7 | 2019               | Астана         | Китай   | Русия     | Грузия  | Украйна, Казахстан, Индия, САЩ, Армения, Унгария, Египет     |
| 8 | 2021 (ускорен шах) | Ситжес         | Русия   | Индия     | Грузия  | Украйна, ...                                                 |
| 9 | 2023 (ускорен шах) | Бидгошч        | Грузия  | Казахстан | Франция | САЩ, ...                                                     |